# Verónica Palenque
Verónica Palenque Yanguas (La Paz, Bolivia; 25 de julio de 1967) es una psicóloga, empresaria, periodista, presentadora de televisión, docente universitaria y política boliviana. Es hija mayor del político y periodista Carlos Palenque Avilés (El Compadre). En la actualidad se desempeña como gerente general de Palenque Comunicaciones, holding que incluye la Radio Carlos Palenque AM 1.200, una revista de edición mensual y del canal Palenque TV (Canal 47).

## Biografía
Verónica Palenque nació en la ciudad de La Paz el 25 de julio de 1967. Es hija del periodista y político Carlos Palenque. Realizó sus estudios primarios y secundarios en su ciudad natal.
Siguió la carrera de psicología en  la Universidad Católica Boliviana San Pablo (UCB). Posteriormente obtuvo  una maestría en Filosofía y Ciencias Políticas en el CIDES, maestría en Seguridad Defensa y Desarrollo en la Escuela de Altos Estudios Militares y un doctorado en Procesos Políticos Contemporáneos en la Universidad de Salamanca en España.

## Trayectoria

### Medios de comunicación
Verónica Palenque ingreso a los medios de comunicación a sus 18 años de edad, en 1985. Ese año condujo el programa "Hablando con los niños" en el canal estatal Bolivia TV. En 1986 empezó con el programa "Hablando con..." por el mismo canal.
En 1987, a sus 20 años, nació su hija Verónica Barrientos Palenque. En 1992 empezó a trabajar en el Canal 4 RTP , de propiedad de su padre, para hacer el programa “Todo Shopping” y después los programas “Hola Verónica” en 1993 y La Tribuna Libre del Pueblo en 1996.

### Política
Tras las elecciones de 1997 fue diputada por el partido CONDEPA representando al Departamento de La Paz en el Congreso Nacional (actualmente denominado Asamblea Legislativa Plurinacional) ocupando el cargo hasta el año 2002. Después de su salida, Palenque no volvió a ingresar en la política.

### Retorno a la vida pública
Años después de la muerte de su padre, en el año  2011 Funda Radio Carlos Palenque A.M. 1.200 y posteriormente el año 2010, Verónica Palenque crea su propio canal denominado Palenque TV (canal 47), donde conduce los programas “Sabor a Tierra” programa de análisis político, social y económico , “La Tribuna” espacio de solidaridad y orientación al pueblo y debate femenino denominado “Diosas” .
El año 2015, Palenque celebró los 30 años de su carrera periodística en la televisión boliviana.
Actualmente es Presidenta de la Asociación de Radio Difusoras de La Paz ASBORA y
Primera Vicepresidenta del Club the Strongest.